# Freternia
Freternia – zespół muzyczny ze Szwecji, grający power metal, założony w 1998 r. Obecnie grupa jest nieaktywna.

## Członkowie zespołu
- Pasi Humppi - śpiew
- Tomas Wäppling - gitara
- Andreas Heleander - gitara
- Stefan Svantesson - perkusja
- Tommie Johansson - instrumenty klawiszowe
- Peter Wiberg - gitara basowa

### Byli członkowie
- Tomas Wäppling - śpiew
- Patrik Lund - gitara
- Bo Pettersson - gitara

## Dyskografia

### Albumy studyjne
- 2000 Warchants & Fairytales
- 2002 A Nightmare Story

### Inne
- 1998 The Blood of Mortals (demo)
- 1999 Somewhere in Nowhere (demo)
- 2000 Swedish Metal Triumphators vol. 1 (split razem z Persuader)